# Costești-Vâlsan, Argeș
Costești-Vâlsan este un sat în comuna Mușătești din județul Argeș, Muntenia, România. Este situat în centrul locuibil al văii Vâlsanului.
Această localitate se învecinează în sud-est cu Stroești, în nord cu Vâlsănești, iar în nord-vest cu Valea Muscelului.
Originile satului Costești-Vălsan se pierd în timp. După Ion Moise satul își are numele de la cneazul Costea, elementul de bază fiind sufixul cu nume colectiv – ești. O altă explicație a numelui satului este cea care vede cuvântul Costești ca fiind de origine latină de la cuvântul costa (coastă), iar locuitorii săi constituie obștea locuitorilor din coastă. Prima atestare documentară cunoscută a satului apare într-un document dat de domnitorul Vlad Vintilă la anul 1533 - 16 aprilie ca semn de hotar al moșiei vecine, Stroești. Informație este prezentă și într-un document emis în vremea domnitorului Radu Paise la 7 iulie 1544. Istoria satului a fost una sinuoasă cunoscând evoluția de la obște liberă la moșie boierească. După mai multe vânzări și cumpărări jumătate din sat revine mănăstrii Brădet. În 1609 domnitorul Radu Șerban întărește mănăstrii Brădet jumatate din satul Costești. Mai târziu această parte de sat se va numi Costești Ungureni. În 1643, domnitorul Matei Basarab decide ca schitul Brădet să devină metoc al Mănăstririi Argeș, cu tot venitul său. În ceea ce privește partea de sud până la anul 1662 nu sunt mărturii precise. Un document din acel an arată că jumătate de sat a fost stăpânită de postelnicul Stroe, care a vândut apoi vornicului Gheorghe Băleanu. Fiul acestuia îl vinde pârcălabului Tudoran din Aninoasa pentru a-și răscumpăra tatăl, căzut în robie la tătari. În anul 1698 prin cumpărare Mănăstrirea Brădet devine proprietarul întregului sat. Cu acest statut va ramâne până în anul 1863, când se va produce secularizarea averilor mănăstirești. În anul 1864 locuitorii satului vor fi împroprietăriți. Populația satului a crescut în mod constant. În anul 1773-1774 erau în sat un număr de 41 de familii, în anul 1838 avem un număr de 99 de gospodării, iar în anul 1887 în satele Costești și Stroești erau un număr de 259 de case, satul Costești având regim de comună. Dezvoltarea celor două sate a continuat la sfârșitul secolului al XIX a și în seccolul XX. În ultimii 20 de ani, se remarcă un accentuat fenomen de îmbătrânire a populației. Satul a cunoscut o evolutie demografică negativă, numărul locuitorilor scăzând îngrijorător. Astfel în 1992 satul avea 960 de locuitori, în 1996 – 841 de locuitori, iar în 2010 satul avea 740 de locuitori.
1. ↑   https://www.cjarges.ro/documents/253784/810574/Statutul+comunei+Musatesti.pdf/84befbf4-9d60-43b3-8b44-c87c7ce89eff. Lipsește sau este vid: |title= (ajutor)